# Johann Adam Raymann
Johann Adam Raymann, auch Ján Adam Raymann oder János Ádám Raymann, (* 1690 in Eperies/Ungarn (heute: Prešov/Slowakei); † 23. April 1770 ebenda) war ein ungarischer Arzt, Naturforscher, sowie einer der ersten Autoren über die Variolation und Mitglied der Gelehrtenakademie Leopoldina.

## Leben
Johann Adam Raymann war Sohn des Apothekers Johann Raymann und dessen Ehefrau Elisabeth, eine ungarische Edelmannstochter namens Roth de Pongyalak. Johann Adam Raymann besuchte das Gymnasium seiner Heimatstadt und studierte später Medizin. Im Jahr 1712 wurde er in Leiden, wo er stark von Hermann Boerhaave beeinflusst wurde, zum Doktor der Medizin promoviert. Anschließend wurde er Stadtphysicus in seiner Heimatstadt und übernahm nach dem Tod von Mutter und Stiefvater (die Mutter hatte nach dem Tod des Vaters erneut einen Apotheker geheiratet), auch die elterliche Apotheke.
Am 18. Oktober 1719 wurde Raymann mit dem akademischen Beinamen ARISTOPHANES I. als Mitglied (Matrikel-Nr. 338) in die Leopoldina aufgenommen.
Von Beginn seiner medizinischen Laufbahn an widmete sich Rayman der Beobachtung von Krankheitsprozessen und der Einordnung der gewonnenen Erkenntnisse. Sein Hauptaugenmerk lag auf Infektionskrankheiten wie Typhus, Ruhr und Pocken. Bekannt wurde er vor allem durch seine Forschungen zur Natur, Behandlung und zum Schutz vor Pocken durch Variolation. Letzteres publizierte er 1717 (Von neuen oder ungewöhnlichen Blatter-Medicamentis, Curen).
In den Interessenbereich Raymans gehörten auch meteorologische Beobachtungen, weiterhin die Erkundung und Analyse der Mineralquellen und die Thermometrie.

### Stiefbruder
Raymann hatte einen gleichnamigen Stiefbruder, der 1750 in Halle seine medizinischen Studien beendet hatte und nach seiner Rückkehr nach Ungarn Physicus des Zempliner Comitates wurde, aber schon zwei Jahre später starb.

## Ehrungen
- Namensgeber des Johann Adam Raymann Fakultätskrankenhauses in Prešov
- Namensgeber des Johann Adam Raymann Gymnasiums in Prešov
- Namensgeber der Johann Adam Raymann Strasse in Prešov

## Veröffentlichungen (Auswahl)
- Dissertatio inaug. medica (1712): De praecipuis diversitatis morborum fundamentis et curatione diversa. Lugduni Batavorum.
- In: Annales physico-medicae Vratislavienses (1717). Historia medica Variolarum Eperiensini in superiore Hungaria epidemice anno 1717 grassatarum (tentamen I, p. 31 et seq.)
- (Breslauer) Sammlung von Natur- und Medizinischen Geschichten; herausgegeben von einigen Mitgliedern der Akademia Naturae Curiosum, XXXI–XXXVI. Versuch 1724–1730 (mit Beiträgen aus Ober=Ungarn von Dr. Franz Ernst Brückmann, Johann Georg Bucholz aus Käsmark, Dr. Daniel Fischer aus Käsmark und Dr. Johann Adam Raymann aus Eperies).
- mit Andreas Elias Büchner (1750): De Origine Dysenteriarvm Cavtoqve In His Passi Hvngarici Vsv, Halle/Saale. MDZ Digitalisat